# Soleil noir (série télévisée)
Pour les articles homonymes, voir Soleil noir.
Soleil noir est une série télévisée française diffusée depuis juillet 2025 sur Netflix.

## Synopsis
Soleil noir est une mini‑série dramatique et thriller en six épisodes, créée par Nils‑Antoine Sambuc et réalisée par Marie Jardillier et Edouard Salier.

L’intrigue se déroule en Provence, où Alba (interprétée par Ava Baya), une jeune mère célibataire fuyant un passé trouble, commence un emploi saisonnier dans une prestigieuse exploitation floricole. Peu après son arrivée, le patriarche du domaine, Arnaud (Thibault de Montalembert), est retrouvé mort dans des circonstances suspectes. D'emblée, Alba devient suspecte principale.

## Distribution
- Isabelle Adjani : Béatrice
- Ava Baya : Alba
- Guillaume Gouix : Mathieu
- Louise Coldefy : Lucie
- Claire Romain : Manon
- Simon Ehrlacher : Valentin
- Max Harter : Léo
- Redouanne Harjane : Elian
- Nicolas Vaude : Me Jacques Bonnand
- Amina Ben Ismaïl : Noor
- Pierre Gommé : Hadrien
- Carima Amarouche : Samira
- Shemss Audat : Nadia
- Roméo Mariani : Lucas
- Simon Davalos : Abel
- Yannig Samot : Omar
- Charlie Joirkin : Céline
- Louka Meliava : Dimitri
- Éric Savin : Thierry
- Muriel Combeau : Catherine
- Thibault de Montalembert : Arnaud
- Martin Swabey : Oliver
- Juliette Plumecocq-Mech : Dr Darcher
- Erika Sainte : Joséphine
- Laure Rivaud-Pearce : Corinne
- Gérard Dubouche : Franck

## Production

### Tournage
Le tournage s'est déroulé durant juin et juillet 2024 dans les Alpes-Maritimes, notamment à Grasse et dans ses environs.

## Épisodes

### Saison 1
| № | Titre            | Première diffusion |
| --- | ---------------- | ------------------ |
| 1 | Un petit détour  | 9 juillet 2025     |
| Alba, mère célibataire en fuite, commence un nouveau travail dans un domaine floricole quand elle se retrouve principale suspecte d'un meurtre commis sur la propriété.              |                  |                    |
| 2 | Quelqu'un savait | 9 juillet 2025     |
| À la suite d'une attaque, la police creuse un peu plus dans le passé d'Alba. Lucie découvre dans la maison une arme incriminante. Béatrice rend visite à Léo.                        |                  |                    |
| 3 | Rien ne va plus  | 9 juillet 2025     |
| Béatrice propose un marché à Alba, qui découvre avec Valentin un lieu secret déroutant. Un appel anonyme aiguille la police.                                                         |                  |                    |
| 4 | Comme les hyènes | 9 juillet 2025     |
| Mathieu négocie un nouvel accord pour le domaine et organise une soirée. Cherchant désespérément Léo, Alba s'y rend sous le regard attentif d'une personne qui la suit dans l'ombre. |                  |                    |
| 5 | Parle-moi        | 9 juillet 2025     |
| Béatrice ne se fait pas à son nouveau logement. Après un événement tragique, Alba est forcée d'avouer un secret à Léo et cherche du soutien auprès de Manon.                         |                  |                    |
| 6 | Une bonne mère   | 9 juillet 2025     |
| Mettant Mathieu face à ses mensonges, Alba découvre la vérité sur ses liens avec la famille Lasserre, et qui se cache derrière les attaques.                                         |                  |                    |

## Accueil critique
En France, le site Allociné attribue une moyenne de 3,8⁄5, d'après l'interprétation de 9 critiques de presse.